# Thaba Chweu Local Municipality
Thaba Chweu (englisch Thaba Chweu Local Municipality) ist eine Lokalgemeinde im Distrikt Ehlanzeni der südafrikanischen Provinz Mpumalanga. Der Verwaltungssitz befindet sich in Mashishing. Bürgermeisterin ist Mogotle Friddah Nkadimeng.
Die Gemeinde ist benannt nach einem Berg in der Gemeinde; der Name stammt aus dem Sesotho und bedeutet „Weißer Berg“.
Der Wahlspruch der Gemeinde ist Re direla batho, wörtlich „Wir machen Menschen“.

## Städte und Orte
- Bosoord
- Graskop
- Leroro
- Mashishing (ehemals Lydenburg)
- Matibidi
- Moremela
- Pilgrim’s Rest
- Sabie
- Simile

## Bevölkerung
Im Jahre 2011 hatte die Gemeinde 98.387 Einwohner in 33.352 Haushalten auf einer Fläche von 5719,06 km². Davon waren 81,6 % schwarz, 14,5 % weiß und 2,6 % Coloureds. Erstsprache war zu 35,0 % Sepedi, zu 17,3 % Siswati, zu 14,7 % Afrikaans, zu 7,4 % isiZulu, zu 7,0 % Sesotho, zu 5,3 % Xitsonga, zu 4,1 % Englisch, zu 2,3 % isiNdebele, zu 0,9 % Setswana, zu 0,5 % isiXhosa und zu 1,6 % eine andere Sprache als die in Südafrika als Amtssprache anerkannten.